# Cerodontha hirtipennis
Cerodontha hirtipennis este o specie de muște din genul Cerodontha, familia Agromyzidae, descrisă de Mitsuhiro Sasakawa în anul 1977.
Este endemică în Taiwan. Conform Catalogue of Life specia Cerodontha hirtipennis nu are subspecii cunoscute.